# Городище (Клинокский сельсовет)
Городище (бел. Гарадзiшча) — деревня в Червенском районе Минской области Белоруссии. Входит в состав Клинокского сельсовета.

## Географическое положение
Расположена в 26 км западнее райцентра, в 40 км к юго-востоку от Минска.

## Археология
В 300 метрах к юго-востоку от современной деревни обнаружено городище раннего железного века.

## История
На 1858 год имение Э. Ваньковича в Игуменском уезде Минской губернии, насчитывавший 28 жителей. По данным Переписи населения Российской империи 1897 года деревня, насчитывавшая 56 человек. В начале XX века урочище, входившее в состав Пуховичской волости, где было 9 дворов, проживали 49 человек. На 1917 год количество дворов сократилось до 1, население — до 9 человек. 20 августа 1924 года вошла в состав вновь образованного Дукорского сельсовета Смиловичского района Минского округа (с 20 февраля 1938 — Минской области). 18 января 1931 года передана в Пуховичский район, 12 февраля 1935 года — в Руденский район. Во время Великой Отечественной войны 7 жителей деревни погибли на фронтах. 20 января 1960 года деревня включена в состав Смиловичского сельсовета Червенского района, тогда здесь проживали 97 человек. В 1980-е годы деревня входила в совхоз «X съезд Советов». На 1997 год в деревне было 9 домохозяйств, проживали 23 человека. На 2013 год 4 двора, 4 жителя.

## Население
- 1858 — 28 жителей
- 1897 — 56 жителей
- начало XX века — 9 дворов, 49 жителей
- 1917 — 1 двор, 9 жителей
- 1926 —
- 1960 — 97 жителей
- 1997 — 9 дворов, 23 жителя
- 2013 — 4 двора, 4 жителя